# Уразовка (Ульяновская область)
Уразовка (тат. Ураз) — татарское село в Карсунском районе Ульяновской области.
Входит в состав Сосновского сельского поселения.

## География
Село расположено на берегу р. Букава.

## История
В 1685 году деревня Уразовка служилых татар, упоминается в Писцовой книге стольника Вильяминова.
При создании Симбирского наместничества в 1780 году деревня Уразовка, при Белом ключе и речке Карсунке, крещёных татар, служилых татар, вошла в состав Карсунского уезда.
В 1859 году деревня Уразовка была во 2-м стане Карсунского уезда Симбирской губернии, имелась  магометанская мечеть.
В 1884 году в деревне построили новую Уразовскую мечеть, которая существует до сих пор.
С 1918 года в деревне был создан сельсовет, который вошёл в состав Коржевской волости.

## Население
| 2010 |
| ---- |
| 389  |

Жители села преимущественно татары (99 %).

## Инфраструктура
Средняя школа, дом культуры (1974), мечеть.

## Достопримечательности
- Дом жилой татарских купцов, с. Уразовка.«Дом жилой татарских купцов» (1902) включен в список выявленных объектов культурного      наследия Распоряжением Главы администрации Ульяновской области от 29.07.1999 № 959-р[13].
- Уразовская мечеть, которая является объектом культурного наследия[5][6][7][8][9].